# Washington DC hardcore

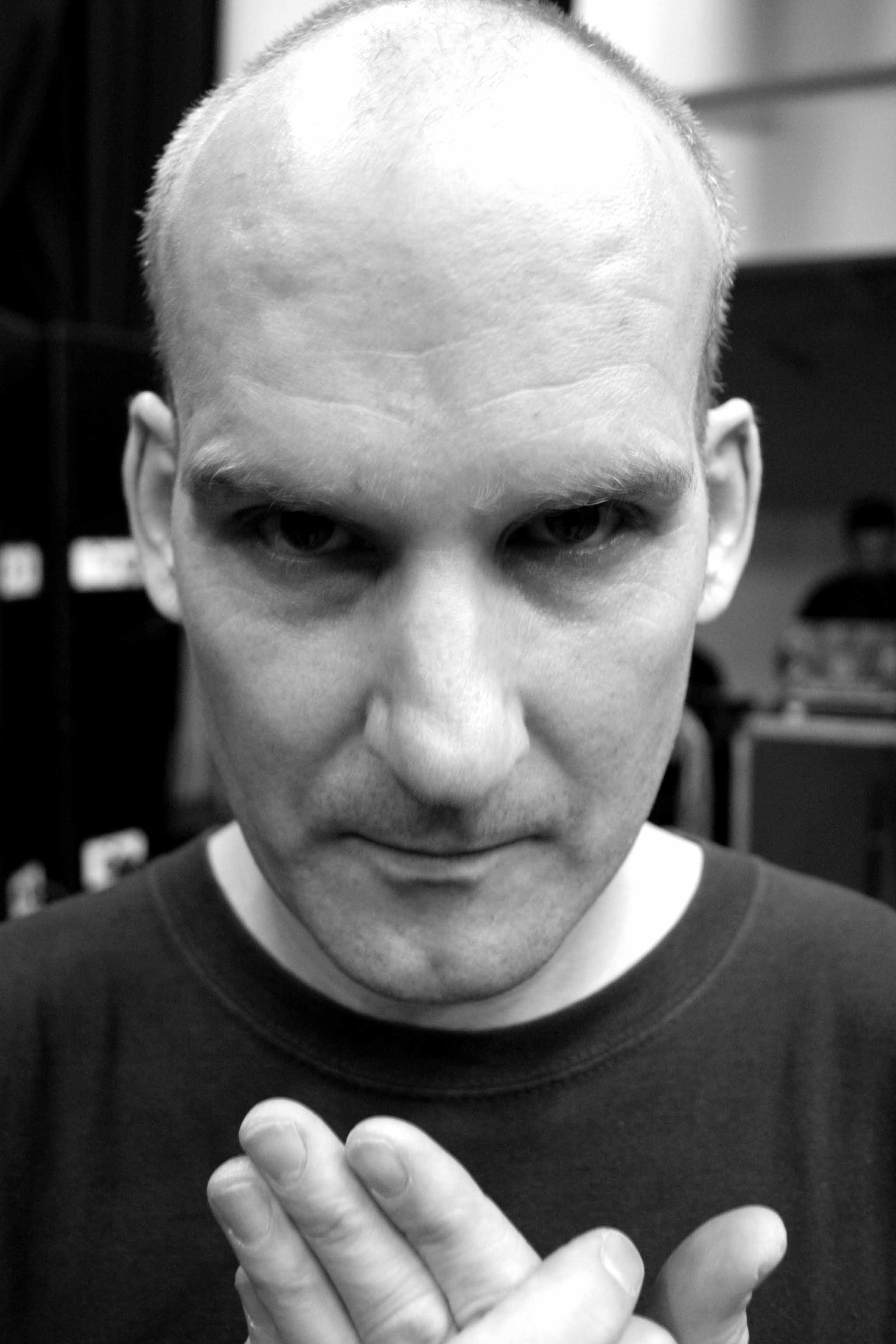
Ian MacKaye, personaggio chiave della scena hardcore di Washington DC

La capitale statunitense Washington a partire dall'inizio degli anni ottanta si è caratterizzata per la vivacità e la prolificità della scena hardcore punk locale.
Le prime band di questo genere nate e formatesi in questa città sono state tra le più influenti dell'intero genere, come Bad Brains, The Teen Idles, Minor Threat (il cui leader Ian MacKaye oltre ad essere il fondatore dello straight edge insieme ad altri band è ritenuto tra i fondatori dell'emo e del post-hardcore) State of Alert, Void, The Faith, Youth Brigade, Government Issue, Untouchables, Red C, Marginal Man, Scream (band in cui ha militato Dave Grohl, in seguito batterista dei Nirvana e leader dei Foo Fighters). Di grande importanza per lo sviluppo di questa scena fu l'etichetta Dischord Records, fondata da Ian MacKaye, che ha pubblicato buona parte dei lavori delle band della zona.
A metà anni ottanta l'hardcore di Washington subì una modifica, durante la cosiddetta Revolution Summer, che portò alla fondazione di un nuovo genere, l'emo (e precisamente l'emocore o prima ondata dell'emo), grazie a nuovi gruppi come 
Rites of Spring, Embrace, Nation of Ulysses, Dag Nasty e Gray Matter.
Ancora alla fine degli anni ottanta e all'inizio degli anni novanta la scena continuava ed essere abbastanza prolifica, grazie soprattutto al lavoro dell'etichetta Jade Tree Records, comprendendo band come Swiz, Fury, e Damnation A.D. e tante altre.
Nella zona esistono un discreto numero di band hardcore, che tuttavia non raggiungono il livello di popolarità dell'inizio degli anni ottanta. Tra le band più note, Better Than a Thousand, For the Living, Striking Distance, ed altre formatesi successivamente come i Good Clean Fun.